# Вималакирти-сутра
Вималакирти нирдеша сутра (Сутра «Поучения Вималакирти» (санскр.)) — уникальная сутра в каноне махаяны, главным героем которой выступают не монашествующий персонаж, а герой-мирянин, который может поучать даже бодхисаттв высокого уровня.
Вималакирти (кит. Вэймоцзе) — практик-буддист, в совершенстве понимающий и реализующий Дхарму (Учение Будды). Имя «Вималакирти» значит «Прославленный непорочностью» (санскр).
Временем создания сутры большинство буддологов считает ориентировочно 100 г. н. э.
Сутра была очень популярна среди последователей такого «исконно китайского» направления буддизма, как чань-буддизм.
С санскрита переводилась на тибетский (входит в тибетский канон Ганджур (Кангьюр)) и на китайский язык (является также частью китайского буддийского канона).
В XX веке переводилась на европейские языки.
Есть перевод на русский — о сделанный в 1999 российским буддологом А. М. Донцом и опубликованный в 2005 году.